# Hanna City (Illinois)
Hanna City es una villa ubicada en el condado de Peoria en el estado estadounidense de Illinois. En el Censo de 2020 tenía una población de 1253 habitantes y una densidad poblacional de 1010,48 personas por km².

## Geografía
Hanna City se encuentra ubicada en las coordenadas 40°41′36″N 89°47′38″O / 40.69333, -89.79389. Según la Oficina del Censo de los Estados Unidos, Hanna City tiene una superficie total de 1,24 km², de la cual 1,24 km² corresponden a tierra firme y (0%) 0 km² es agua.

## Demografía
Según el censo de 2010, había 1225 personas residiendo en Hanna City. La densidad de población era de 989,49 hab./km². De los 1225 habitantes, Hanna City estaba compuesto por el 97,47% blancos, el 0,41% eran afroamericanos, el 0,41% eran amerindios, el 0,49% eran asiáticos, el 0,08% eran isleños del Pacífico, el 0,08% eran de otras razas y el 1,06% pertenecían a dos o más razas. Del total de la población el 0,73% eran hispanos o latinos de cualquier raza.